# His New Profession
His New Profession (br: Nova colocação de Carlitos / pt: Charlot enfermeiro) é um filme mudo de curta-metragem estadunidense de 1914, do gênero comédia, produzido por Mack Sennett para os Estúdios Keystone, e dirigido e protagonizado por Charles Chaplin.

## Sinopse
Um jovem oferece pagar um dólar para que Carlitos passeie com seu tio inválido enquanto ele vai visitar uma amiga. Carlitos aceita a oferta e põe a cadeira de rodas do tio junto de um esmoleiro, de quem ele subtrai a placa onde estava escrito "inválido" e o recipiente para coletar a esmola. Isso faz com que comecem a ganhar dinheiro, que Carlitos pega para ir comprar um trago. Ao voltar, Carlitos começa a paquerar uma jovem, e depois de empurrar o tio em sua cadeira de rodas e brigar com dois policiais, um dos quais prende o tio, ele vai embora com a jovem.

## Elenco
- Charles Chaplin .... Carlitos
- Jess Dandy .... tio inválido
- Charley Chase .... sobrinho
- Cecile Arnold .... garota com ovos
- Harry McCoy .... policial
- Roscoe Arbuckle .... barman
- Minta Durfee .... mulher (não creditada)
- Charles Murray .... cliente bebendo (não creditado)